# 衡山路駅 (上海市)
衡山路駅（こうざんろ-えき）は、中華人民共和国上海市徐匯区衡山路にある上海軌道交通1号線の駅。

## 駅構造
島式ホーム1面2線を有する地下駅。ホームドアは設置されているが、後から設置されたものである。

### のりば
| 番線 | 路線    | 行先                   |
| ---- | ------- | ---------------------- |
| 1    | ■ 1号線 | 莘荘方面               |
| 2    | ■ 1号線 | 上海火車站・富錦路方面 |

（出典：上海地下鉄:站层图）

## 駅周辺
- 上海図書館

## 歴史
- 1995年4月10日：開業。

## 隣の駅
上海軌道交通
■ 1号線
徐家匯駅 - 衡山路駅 - 常熟路駅